# Gonatocerus nigriflagellum
Gonatocerus nigriflagellum is een vliesvleugelig insect uit de familie Mymaridae. De wetenschappelijke naam is voor het eerst geldig gepubliceerd in 1914 door Girault.